# Orihuela
Orihuela (in valenziano Oriola) è un comune spagnolo di 77 414 abitanti (dati INE 2019) situato nella comunità autonoma Valenciana, capitale storica della comarca Vega Baja del Segura a 18 km da Murcia e a 60 km da Alicante. È in provincia di Alicante sul fiume Segura al centro di una fertilissima Huerta, irrigata e ben coltivata fin dal XIII secolo. Le inondazioni provocate dalla piene del fiume nel 1651, 1879, 1973 e 1987 hanno costretto al rinnovo del sistema di canalizzazione dal 1989 per evitare le esondazioni. Grande centro di agrumeti e maggior centro europeo per la produzione di datteri, al territorio comunale appartengono anche 24 km di costa con belle spiagge, cale e picchi sul Mediterraneo nella cosiddetta Costa Blanca  che sono state organizzate in stazioni balneari a partire dal 1990, sicché attualmente l'economia locale non si basa più soltanto sull'agricoltura ma anche sul turismo. È sede vescovile con Alicante.

## Storia
Nel suo territorio diversi ritrovamenti archeologici dimostrano che già in epoca calcolitica c'era una presenza umana; successivamente vi furono i primi insediamenti degli Iberi ai quali si aggiunsero i Celti e, mescolandosi, formarono il popolo detto dei Celtiberi. Giunsero poi i Fenici e i Cartaginesi col generale Amilcare Barca che fondò Cartago Nova, l'attuale Cartagena, e fortificò e ampliò il castello della futura Orihuela nel 228 a.C. Durante le guerre puniche il territorio vide le lotte fra Cartaginesi e Romani che se ne impossessarono e fondarono la città chiamata Orcelis. Il dominio romano durò fino al 411 d.C. quando, in seguito alle invasioni dei popoli germanici e alla dissoluzione dell'impero, vi si insediarono per un breve periodo Vandali e Alani, poi stabilmente i Visigoti dal 419. Dapprima i Visigoti fondarono un unico regno che comprendeva quasi interamente la penisola iberica, che suddivisero in contee fra le quali quella di Orospeda con capitale Aurariola, nuovo nome assunto da Orcelis. Nel 577 la contea diventò Regno e nel 579 è uno degli otto ducati del Regno di Leovigildo.  Nell'VIII secolo è duca di Aurariola Teodomiro (Tudmir in arabo) che combatté gli Arabo-Berberi che erano sbarcati in Spagna nel 711 e stavano sottomettendo rapidamente tutta la penisola iberica; dopo diversi scontri si giunse alla pace e, col cosiddetto Trattato di Teodomiro, nel 713 si delimitarono le zone di dominio arabo e cristiano. Nacque così il Regno di Tudmir che oltre alla capitale Orihuela comprendeva parte delle province di Alicante e Murcia. Nell'825 il regno perse l'indipendenza passando sotto l'emirato Omeya con capitale Murcia, nel 910 all'emirato di Cordova e nel 929 col nome di Regno di Murcia all'emirato di Valencia. Seguì un periodo in cui il regno cambiò la dipendenza
finché alla metà del XIII secolo il re Alfonso X il Saggio lo conquistò, includendolo nel regno di Valencia con uno statuto particolare. Nel 1304 Orihuela fu al centro di scontri fra Castiglia e Aragona e passò sotto il dominio degli Aragonesi che distrussero il castello nel 1355. Nel 1437 le venne attribuito il titolo di città con i privilegi che ciò comportava e nel 1564 diventò sede episcopale staccandosi dalla diocesi di Cartagena. Nel 1610 fu sede di un'Università retta dai Domenicani che restò in funzione fino al 1807. Alla metà del XVI secolo Orihuela subì una crisi economica e una diminuzione della popolazione a causa delle epidemie di peste che investirono la Spagna e per il tracollo del commercio agricolo conseguente. Nel 1647 passò sotto la signoria di Alicante. Da questo periodo buio si risollevò agli inizi del XVIII secolo, si ripopolò e l'agricoltura ebbe nuovo impulso. Durante la guerra di successione fu favorevole al pretendente austriaco che nel 1707 ne fece la capitale della provincia, ma in seguito alcuni centri si staccarono e capitale della provincia fu Alicante, alla quale nel 1799 fu poi aggregata anche Orihuela. Nel 1810 durante l'occupazione francese fece parte del Dipartimento del rio Segura con capitale Murcia, dal 1822 appartenne alla provincia di Murcia per passare poi definitivamente nel 1833 alla provincia di Alicante. Non essendosi aggregata nel XIX secolo e all'inizio del XX al processo d'industrializzazione rimase una provincia esclusivamente agricola, salvo alcuni modesti insediamenti industriali, iniziando dal 1990 a sfruttare la sua costa per il turismo.

## Monumenti
I monumenti architettonici più importanti della città sono:
- il Castello arabo con torri, con alcazaba e case islamiche e cristiane medioevali;
- la cattedrale del Salvatore e di Santa Maria risalente al XIV secolo;
- la chiesa barocca dedicata a san Domenico;
- Il Museodiocesano, in cui è conservata, tra le altre opere, la Tentazione di san Tommaso d'Aquino di Diego Velázquez.

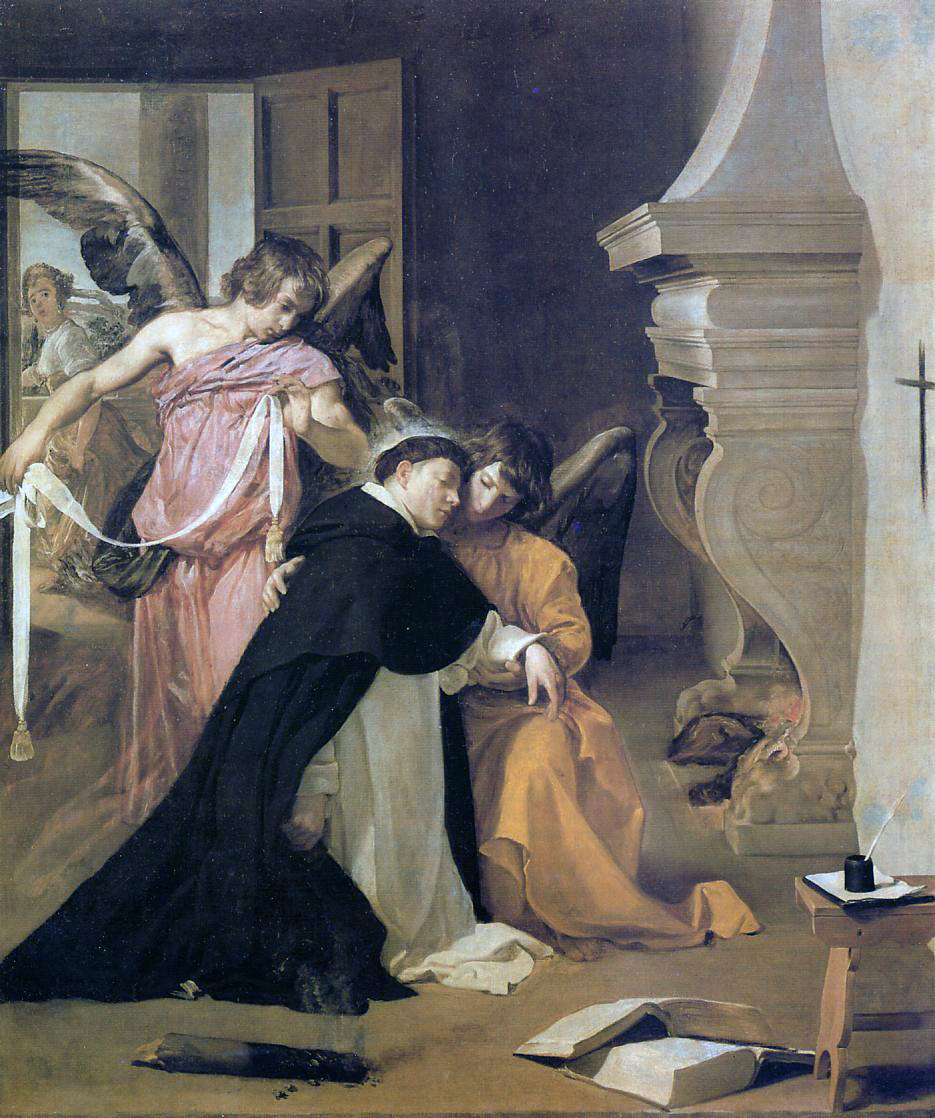
Tentazione di san Tommaso d'Aquino di Velázquez

Altri monumenti da vedere sono: il complesso del centro storico (Casco historico) dichiarato Conjunto historico y artistico; le Murallas, parte di cinta muraria con accanto i bagni arabi, case islamiche e resti di costruzioni gotiche e barocche; il Colegio de Santo Domingo rinascimentale del XVI secolo; la chiesa delle Sante Giusta e Rufina (Iglesia Parroquial de las santas Justa y Rufina) del XIV secolo in stile gotico isabellino poi modificata; la chiesa di San Giacomo Apostolo (Iglesia Parroquial de Santiago Apostol) del XVIII secolo barocca; l'Ermita de San Antón del XVIII secolo in stile barocco; l'Iglesia del Carmen, chiesa barocca del XVIII secolo; i monasteri neoclassici della Visitazione e di Nostra Signora di Monserrate, il Monastero di Sant'Anna del 1594 con annessa chiesa barocca; i palazzi nobiliari barocchi de la condesa de Via manuel, de los condes de Luna, del baron de la Linde, del marques de Rafal, del marques de Arueva, il Palazzo vescovile barocco del XVIII secolo; la Torre del Cabo Roig del XVI secolo a difesa degli attacchi dei pirati; la Lonja municipal, magazzino municipale, costruzione metallica del XX secolo; il Molino de la ciudad del 1902-1905 costruito sopra un mulino del XVIII secolo; il sistema idraulico arabo con pozzi e ruote per la sollevazione dell'acqua modificato nel XVIII secolo; il Seminario diocesano de San Miguel del XVIII secolo; i resti delle case-torri di Casiniello, de calle Torreta, e de Embergones quest'ultima di epoca almohade.
Pure interessante da vedere è il Palmeral de San Antón palmeto dichiarato Paraje Pintoresco con tre coltivazioni irrigue a tre altezze diverse: in basso quella erbacea, poi quella degli alberi da frutta ed infine le palme da datteri.

## Feste
Le feste più importanti sono quella del 17 luglio, anniversario della Reconquista cristiana, in cui oltre ai balli e alla musica si svolge una rappresentazione in costumi storici di episodi della rivalità fra cristiani e musulmani e quella dell'8 settembre della Vergine di Monserrat. Le celebrazioni della Settimana Santa sono state dichiarate de Interés Turistico Nacional e si svolgono secondo i canoni tradizionali.